# Gambria leucozona
Gambria leucozona är en skalbaggsart som beskrevs av Bates 1880. Gambria leucozona ingår i släktet Gambria och familjen långhorningar. Inga underarter finns listade i Catalogue of Life.